# American Flyers Airline
American Flyers Airline (AFA) — ныне упразднённая американская чартерная авиакомпания, существовавшая с 1949 по 1971 год. Базировалась в  Ардморе (Оклахома).

## Предыстория
Будущий основатель авиакомпании Рид Уэйн Пигмэн (англ. Reed Wayne Pigman) родился в 1907 году в Давенпорте (Айова). В 16 лет он научился управлять самолётами, после чего стал обучать этому других. В 1935 году 28-летний Пигмэн стал работать пилотом в одном из отделений Бюро погоды США, расположенного в Эль-Пасо (Техас), а к моменту увольнения считался уже одним из лучших в своём деле. В 1939 году он приобретает пять самолётов производства Spartan Aircraft Company, после чего в Форт-Уэрте (Техас) основывает лётную школу, которую возглавила его жена Виргиния, назвав само предприятие American Flyers Airline (American Flyers Flight School). Вплоть по настоящее время это одна из крупнейших в мире гражданских авиашкол. Также будучи одним из пионеров авиации, Пигмэн немало сделал для её развития, в том числе был основным автором системы навигации по установленным на земле радиомаякам.
После вступления США во Вторую мировую войну американские авиакомпании стали подчиняться военному ведомству, а американские гражданские пилоты теперь считались военными лётчиками. Школа Пигмэна стала учить лётчиков не только для гражданских авиакомпаний, но и для ВВС и ВМС.

## История авиакомпании
После окончания войны Рид приобретает несколько бывших военных Douglas DC-3, которые теперь в мирное время из-за переизбытка продавались практически по цене металлолома. Пигмэн основывает частную авиакомпанию, которую вскоре перемещает в Ардмор (Оклахома), где она стала базироваться на бывшей авиабазе Ардмор (ныне уже гражданский аэропорт). 1 апреля 1960 года у Delta Air Lines приобретаются четыре Lockheed L-049 Constellation, а в 1964—1965 годы — пять Lockheed L-1049 Super Constellation (удлинённая версия L-049). Также в 1962 году в авиакомпанию поступают две первые Lockheed L-188 Electra, имеющие уже не поршневые, а турбовинтовые двигатели, что позволяло развивать более высокие скорости. Авиакомпания имела свои офисы в Вашингтоне, Далласе, Лондоне, Лос-Анджелесе, Нью-Йорке, Сан-Франциско, Торонто, Хьюстоне и Чикаго.

### Турне группы The Beatles
В 1964 году в США прибыла для гастролей известная британская группа The Beatles. Всего было посещено 25 городов, при этом полёты выполнялись преимущественно ночью, чтобы избежать толп фанатов, а в некоторых крупных аэропортах им даже было запрещено приземляться, поэтому самолёты садились в отдалённых второстепенных. Для выполнения полётов, Брайан Эпстайн выбрал чартерную авиакомпанию с одним из самых высоких в стране показателей по безопасности — AFA, в которой на тот момент не было ещё ни одного происшествия. Полёты выполнялись на Lockheed L-188C Electra с бортовыми номерами N182H и N183H, причём пилотировал их сам Рид Пигмэн. Но во время перелёта из Портленда (Орегон) в Сиэтл (Вашингтон) загорелся один из двигателей, поэтому дальнейший полёт в Лос-Анджелес пришлось выполнять уже на более медленном L-049.
Последним городом в туре по Америке был Нью-Йорк, а перед ним у группы имелось несколько дней на отдых. Тогда Пигмэн убедил их отдохнуть на своём ранчо в Олтоне (Миссури). Там в сентябре 1964 года «Ливерпульская четвёрка» и отдохнула на природе вдали от многочисленных поклонников. До сих пор это место так и известно как «Ранчо Пигмэна» (англ. Pigman Ranch).

### Трагедия рейса 280
На протяжении 17 лет у AFA не было ни одного происшествия, что делало её показатели по безопасности одними из самых высоких в стране. 22 апреля 1966 года Lockheed Electra с бортовым номером N183H выполнял чартерный рейс 280/D по перевозке группы военных из Калифорнии в Джорджию, а всего на борту находились 98 человек, в том числе 6 сотрудников авиакомпании. Командиром самолёта был сам Рид Пигмэн, который заступил ещё ранним утром. На маршруте также была предусмотрена остановка в Ардморе для дозаправки и смены экипажа. Уже вечером самолёт заходил на посадку, когда из-за близких гроз экипаж решил подойти с другой стороны. Но при пролёте над холмом самолёт вдруг перешёл в быстрое снижение, а спустя всего несколько секунд врезался в землю и взорвался.
Всего в этой катастрофе погибли 83 человека, в том числе все сотрудники AFA. По масштабам это до сих пор (2015 год) крупнейшая авиакатастрофа в истории Оклахомы. Расследование длилось год, а 4 апреля 1967 года был опубликован отчёт, согласно которому косвенной причиной катастрофы стал фанатизм президента авиакомпании Рида Пигмэна. Оказалось, что у него была коронарная недостаточность, длившаяся уже 18 лет, а также сахарный диабет, длительностью 3 с половиной года. С такими болезнями нельзя допускать к пилотированию коммерческих самолётов, но Пигмэн настолько любил летать и не мог это бросить, что врал врачам на периодических медкомиссиях. В итоге при выполнении захода на посадку тёмным вечером в дождь у 59-летнего пилота от высокой стрессовой нагрузки, на фоне диабета и усталости, остановилось сердце. Пигмэн потерял сознание, а спустя несколько секунд умер. Неуправляемый самолёт перешёл в снижение; второй пилот заметил это слишком поздно и не успел исправить ситуацию.

### Реактивная эра
Вскоре AFA перебралась в Мидлтаун (Пенсильвания). В 1968 году в авиакомпанию поступают два грузопассажирских Boeing 727-185C, которые стали первыми в её истории реактивными самолётами. В свою очередь именно в American Flyers 727-е впервые стали совершать трансатлантические полёты, летая в Великобританию и Германию. В 1969—1970 годы были приобретены четыре грузопассажирских Douglas DC-8-63CF.
25 мая 1971 года American Flyers Airline была поглощена компанией Universal Airlines, тем самым прекратив существование, при этом 3 из 4 DC-8 были выкуплены транспортной авиакомпанией Flying Tiger Line. Сама Universal Airlines в свою очередь в 1972 году была поглощена компанией Saturn Airways.